# 大罗素街

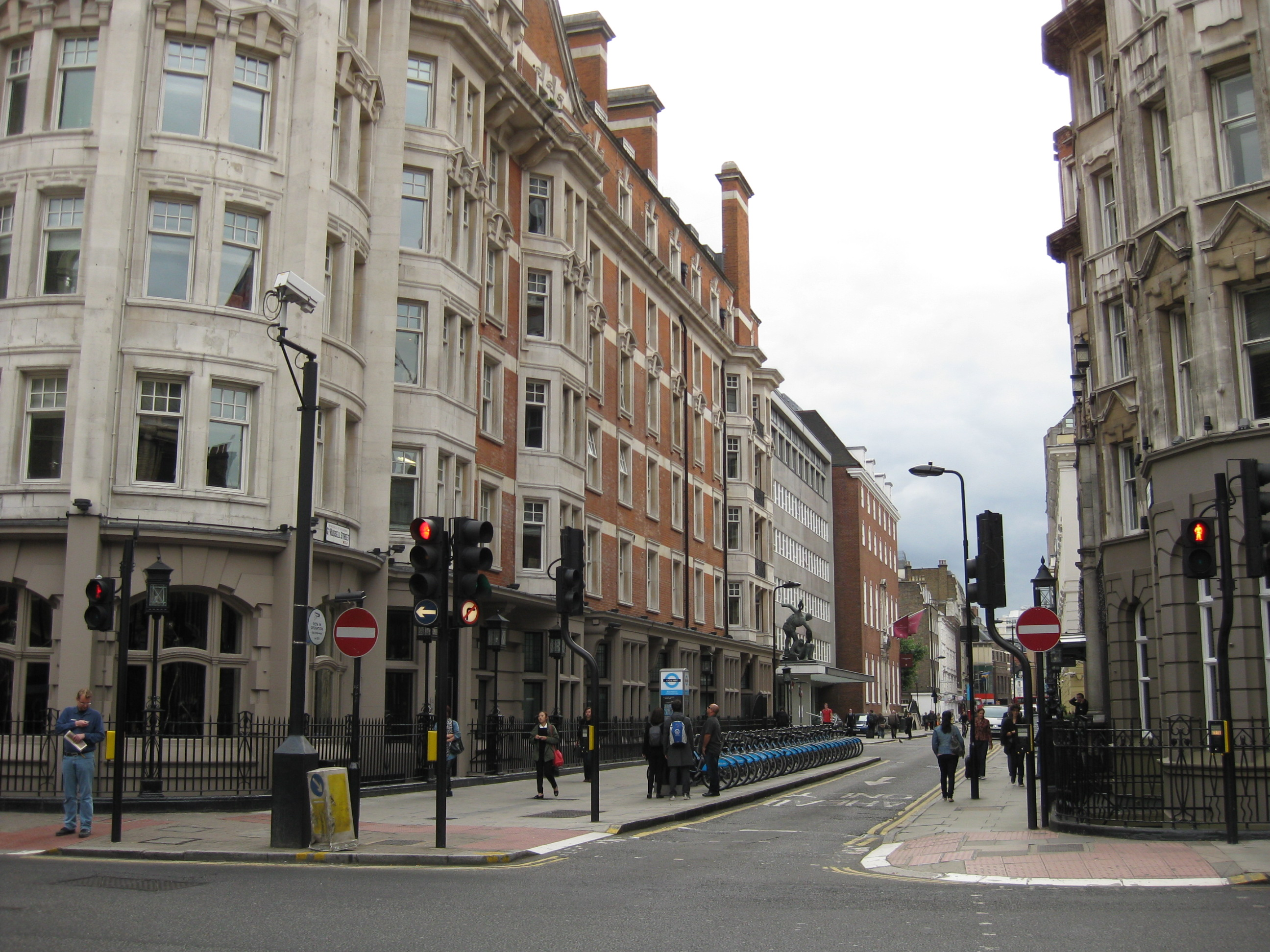
大罗素街与布卢姆茨伯里街路口

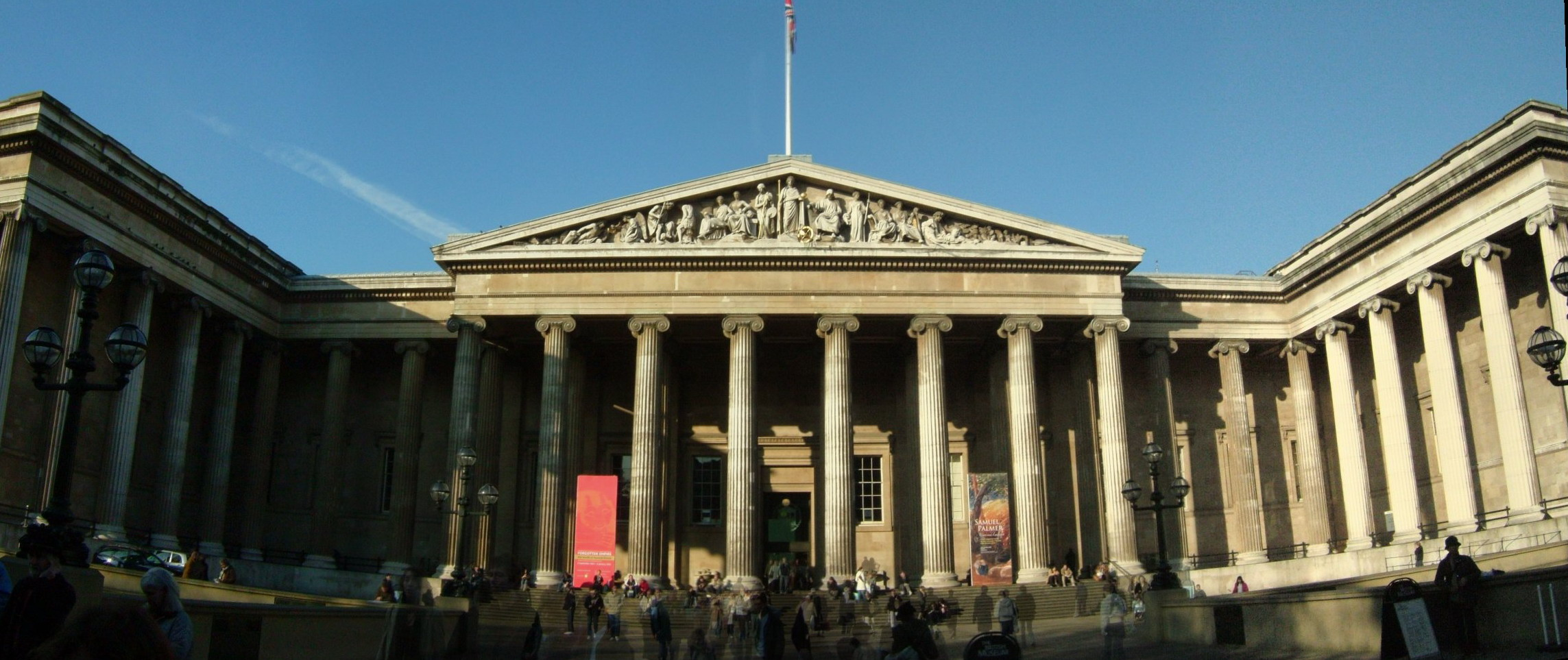
大英博物馆

大罗素街（Great Russell Street）是伦敦布卢姆茨伯里的一条街道，以大英博物馆的所在地著称。西到托特纳姆法院路（Tottenham Court Road），东到南安普顿行（Southampton Row）。毗邻布卢姆茨伯里广场、博物馆街等。
英国工会联盟的会议中心位于28号。大罗素街也是英国陶工协会的画廊当代陶瓷中心，以及巴巴多斯高级委员会的所在地。
在维多利亚时代，许多名人住在大罗素街，如住在14号的小说家查尔斯·狄更斯。